# ジンバブエの国旗
ジンバブエの国旗は、1980年4月18日に制定された旗。
ジンバブエの歴史の象徴であるソープストーン彫刻の鳥（大ジンバブエ鳥）が描かれている。この鳥はジンバブエ中央部に位置するグレート・ジンバブエ遺跡（ユネスコ世界遺産にも登録されている）で発掘された彫像（「チャプング」という）を表しており、国家の統合と栄光のシンボルである。その背景の赤い星は、自由と平和を勝ち取った苦闘を示している。
国旗に使用されている色については、
- 緑: ジンバブエの農業と周辺部
- 黄: ジンバブエの天然資源
- 赤: 独立解放戦争で流された血
- 黒: アフリカ先住民の伝統と民族
- 白: 平和

をそれぞれ象徴していると公式にはされている。
ただし一説には、上記の色はロバート・ムガベ率いる与党ジンバブエ・アフリカ民族同盟愛国戦線（ZANU-PF）の旗からとられたともいわれている。

空軍旗
ジンバブエ・アフリカ民族同盟愛国戦線の党旗
?現在の国旗（縦横比2:3の別タイプ）

## ジンバブエ・ローデシア
ジンバブエ・ローデシアは1979年6月1日から1980年4月18日まで使用された国名で、白人主導で人種差別政策を進めるローデシア共和国内で黒人国家の樹立を争った際、1978年にイアン・スミス首相と黒人指導者の内部合意 (Internal settlement) に基づく名前である。その際の国旗として使用されたものが、現在の国旗の元になった旗である。

## 歴史的な旗

?ジンバブエ・ローデシアの国旗（1979年から1980年まで）
?ローデシアの国旗（1968年から1979年まで）
?南ローデシアの国旗（1964年から1968年まで）
?ローデシア・ニヤサランド連邦の国旗（1953年から1964年まで）
?南ローデシアの国旗（1923年から1953年まで）

## 註釈
1. ↑  辻原康夫「徹底図解 世界の国旗」新星出版社 2007年。
2. ↑  苅安望「世界の国旗と国章大図鑑」平凡社 2003年。